# Valle del Belice (pecora)
La Valle del Belice  è una razza ovina italiana principalmente destinata alla produzione di latte.
È stata ottenuta attraverso incroci ripetuti tra le razze Pinzirita, Comisana e Sarda, seguiti da un processo di selezione e riproduzione in consanguineità.
La pecora della Valle del Belice è presente nella Sicilia occidentale e occupa un'area compresa tra le province di Palermo, Trapani e Agrigento. Negli ultimi anni si va diffondendo anche nelle provincie di Enna, Catania e Messina.

## Caratteristiche morfologiche e produttive
- Taglia: media.
- Testa: di forma sottile e allungata, leggera, con colorazione bianca. Il contorno degli occhi presenta frequentemente una marcatura di colore rosso, che può variare in intensità dal chiaro allo scuro.
- Orecchie: di dimensioni medie o leggermente piccole, con orientamento orizzontale e talvolta con un portamento semipendente. Spesso la punta delle orecchie presenta una pigmentazione che richiama il colore del contorno degli occhi descritto per la testa.
- Collo: sottile medio-lungo, solitamente scarsamente fornito di lana.
- Tronco: ben proporzionato e allungato, caratterizzato da buoni diametri trasversali. Il garrese è poco pronunciato, mentre la regione dorso-lombare presenta un profilo rettilineo. La groppa è di sviluppo medio sia in lunghezza che in larghezza.
- Mammella: di grande volume, spesso quadrata con ampia base di attacco, ben sostenuta con attacchi forti. Prima della mungitura si presenta molto voluminosa, di consistenza spugnosa al tatto, floscia e flessuosa dopo la mungitura. Capezzoli solitamente proporzionali, talora di dimensioni notevoli, ben diretti. Presenza di capezzoli soprannumerari. Rete retroaddominale venosa particolarmente appariscente.
- Vello: di colore bianco, caratterizzato da una struttura aperta con bioccoli di forma conica, talvolta appuntiti. La lana è corta su tutta la zona caudale e nel sottovello si riscontra la presenza di peli morti.
- Pelle e pigmentazione: elastica sottile, di colore bianco roseo, zona caudale e genitale rosea.[1]
- Altezza media al garrese:[1] - maschi 85 cm  - femmine 75 cm  Peso medio:[1]  - maschi 100  kg  - femmine 72 kg
- Fertilità annua: (intesa come rapporto percentuale tra il numero delle pecore partorite ed il numero delle pecore matricine): 95%.[1]
- Prolificità (intesa come rapporto percentuale tra gli agnelli nati ed il numero delle pecore partorite): 145%.[1]
- Fecondità annua (intesa come rapporto percentuale tra gli agnelli nati ed il numero delle pecore matricine): 138%.[1]
- Età media al primo parto: 15 mesi.[1]
- Latte (produzione media della lattazione di riferimento esclusi i primi 30 giorni di allattamento):[1]  - Primipara litri 150 in 100 giorni  - Secondipara litri 250 in 200 giorni  - Terzipara ed oltre  litri 270 in 200 giorni  Percentuale media di grasso nella lattazione: 6,0%[1] Percentuale media di proteine nella lattazione: 5,5%[1]

Il latte trova impiego per la produzione del tipico formaggio conosciuto come "Vastedda" a denominazione di origine protetta.